# Мала Брда
Мала Брда (словен. Mala Brda, итал. Berdo Piccolo) је насељено место у општини Постојна, Приморско-нотрањска регија, Словенија.

## Историја
До територијалне реорганизације у Словенији била су у саставу старе општине Постојна.

## Становништво
У попису становништва из 2011. године, Мала Брда је имала 52 становника.
| Број становника према пописима | Број становника према пописима | Број становника према пописима |
| ------------------------------ | ------------------------------ | ------------------------------ |
| 1991                           | 2002                           | 2011                           |
| 35                             | 44                             | 52                             |